# 8 Bitar Johansson
8 bitar Johansson är musikalbum av Jan Johansson trio, utgivet 1961 på skivbolaget Megafon. Det belönades med Orkesterjournalens pris Gyllene skivan för årets bästa svenska jazzskiva. Albumet återutgavs 1994 tillsammans med Innertrio som 8 bitar/Innertrio.

## Låtlista
Musiken är skriven av Jan Johansson om inget annat anges.
1. Prisma – 3:06
2. She's Funny That Way (Neil Moret) – 5:03
3. Skobonka – 2:22
4. De sålde sina hemman (trad) – 3:43
5. Rebus – 3:44
6. Night in Tunisia (Dizzy Gillespie) – 5:30
7. Willow Weep for Me (Ann Ronell) – 5:23
8. Blå vit – 6:28

## Medverkande
- Jan Johansson – piano
- Gunnar Johnson – bas
- Ingvar Callmer – trummor